# 比特幣私密
比特幣私密 （英語：Bitcoin Private, 代號：BTCP）是一个由比特幣硬分叉的加密貨幣，是一種去中心化、開源的加密数字货币。比特币等大多数数字货币的交易记录是公开的，比特幣私密在这一点上有所不同。持有者可以选择公开或者不公开他们的户头，当他们选择不公开时，采用zk-SNARKs协议加密的交易是保密的，其他人不能查询到他们手中数字货币的流向。

## 外部連結

比特幣私密標誌

- Bitcoin Private: Homepage （页面存档备份，存于）